# جون د. ستيفنسون
جون د. ستيفنسون (بالإنجليزية: John D. Stevenson)‏ هو ضابط أمريكي، ولد في 3 يوليو 1914، وتوفي في 2 نوفمبر 1995.